# Heliconius andremona
Heliconius andremona är en fjärilsart som beskrevs av Pieter Cramer 1780. Heliconius andremona ingår i släktet Heliconius och familjen praktfjärilar. Inga underarter finns listade i Catalogue of Life.